# Oligometrides
Oligometrides is een geslacht van haarsterren uit de familie Colobometridae.

## Soort
- Oligometrides adeonae (Lamarck, 1816)